# 그렉 킨
그레그 킨(Greg Kean, 1962년 9월 27일 ~ )은 캐나다의 배우이다.
오샤와에서 태어났다.

## 출연 작품
- 본드 오브 사일런스 (2010년)
- 알파 독 (2006년)
- 세이빙 밀리 (2005년)
- 잇 웨이츠 (2005년) - 릭 베일리 역
- 세이브드 (2004년)
- 도어 투 도어 (2002년)
- 트랩트 (2001, Trapped)
- 먼동이 틀 때 (2000년)
- 로건의 전쟁 (1998년)
- 구놈 (1994년)
- 미녀 연쇄 살인 (1992년)
- 해변의 축제 (1990년)
- 에어 아메리카 (1990년)

### 텔레비전
- Black Scorpion (2001)
- 다크 엔젤 (2001)
- 환상특급 (2002)
- 데드 라이크 미 (2003-04)
- 스몰빌 (2004)
- 사이크 (2010)
- 수퍼내추럴 (2010)
- 페어리 리갈 (2012)